# Konstantin Fjodorowitsch Katuschew
Konstantin Fjodorowitsch Katuschew (russisch Константи́н Фёдорович Ка́тушев; * 1. Oktober 1927 in Bolschoje Boldino, Oblast Nischni Nowgorod; † 5. April 2010 in Moskau) war ein sowjetischer Diplomat und Politiker.

## Biografie
Nach dem Schulbesuch absolvierte er ein Studium am Industrieinstitut in Gorki. Nach Beendigung des Studiums 1951 wurde er Mitarbeiter des Autowerkes Gorki (Gorkowski Awtomobilny Sawod, GAS) und 1952 Mitglied der Kommunistischen Partei der Sowjetunion (KPdSU).
Seine politische Laufbahn begann 1957 als hauptamtlicher Funktionär der KPdSU. Als solcher war er zunächst Zweiter Sekretär des Stadtbezirks Awtosawodski in Gorki und zugleich Sekretär des Parteikomitees der GAS-Automobilwerke. 1963 wurde er zuerst Erster Sekretär der KPdSU von Gorki und dann am 27. Dezember 1965 Erster Sekretär der KPdSU in der Oblast Gorki, der heutigen Oblast Nischni Nowgorod. Am 10. April 1968 wurde er Mitglied des Sekretariats des Zentralkomitees (ZK) der KPdSU, dem er bis zum 24. Mai 1977 angehörte. Zwischen 1972 und 1977 war er zugleich Leiter einer Abteilung des ZK der KPdSU.
Am 16. März 1977 erfolgte seine Ernennung zum Stellvertretenden Vorsitzenden des Ministerrates der UdSSR. Dieses Amt übte er bis zum 29. Juli 1982 aus und war während dieser Zeit zugleich Vertreter der Regierung der UdSSR beim Rat für gegenseitige Wirtschaftshilfe (RGW).
Im Anschluss wurde er 1982 Botschafter in Kuba.
Nach seiner Rückkehr in die UdSSR erfolgte am 22. November 1985 seine Ernennung zum Vorsitzenden des Staatlichen Komitees für Auswärtige Wirtschaftsbeziehungen. Am 15. Januar 1988 wurde er dann Minister für Auswärtige Wirtschaftsbeziehungen und übte dieses Amt bis zum 14. November 1991 in den Regierungen von Nikolai Iwanowitsch Ryschkow und Iwan Stepanowitsch Silajew aus.
Darüber hinaus war er von 1966 bis 1990 auch Deputierter des Obersten Sowjet.
Für seine politischen Verdienste wurde er unter anderem mit drei Leninorden sowie dem Orden der Oktoberrevolution ausgezeichnet.